# 小林信彦
小林 信彦（こばやし のぶひこ、1932年12月12日 - ）は、日本の小説家、評論家、コラムニスト。中原 弓彦（なかはら ゆみひこ）の筆名も用いた。早稲田大学第一文学部英文学科卒業。血液型B型。
風間賢二は小林をさして「我が国における元祖おたく作家」と評した。

## 来歴・人物

### 生い立ち

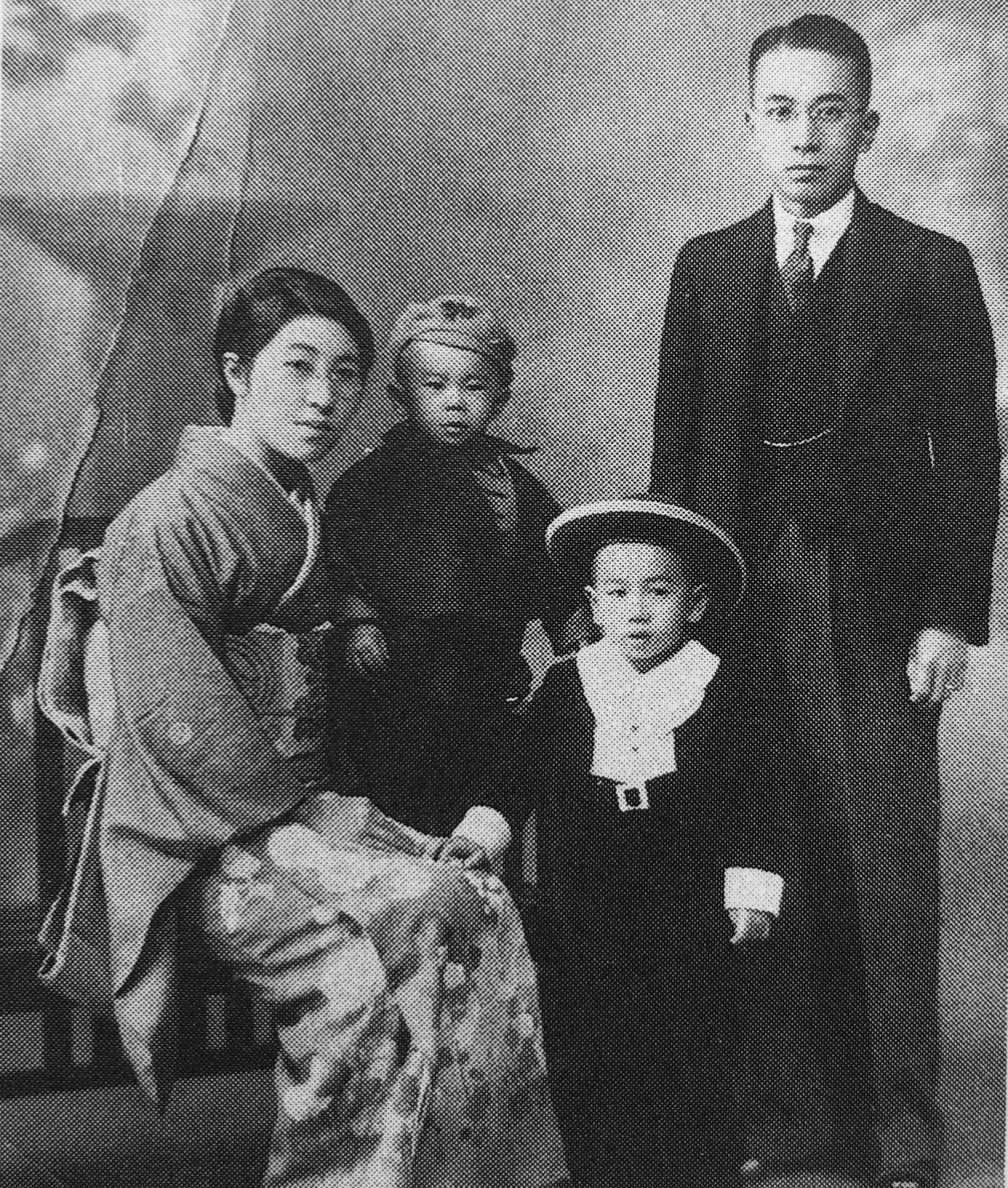
両親、弟の小林泰彦と（1936年頃）

東京市日本橋区米沢町2-5（のちの東京市日本橋区両国18-5、現在の東京都中央区東日本橋2-18-5）に生まれる。江戸時代から9代続いた老舗和菓子屋「立花屋」の長男であった。
代々婿養子が跡を継ぐ家風であったが、やり手であった祖父は自分の息子に跡を継がせようと考えていた。だが、その「長男」（小林の父）は自動車の運転・修理が趣味であるようなモダンな趣味人であり、商人としては無能で後に小林の一家が没落する原因となった。小林はこの父親に歌舞伎や寄席などに連れていかれ、「芸人のうまい下手を、くどくどと説明するのは野暮」と教わった。
両国は商人町であり、小林は「このような町が本来の江戸以来の下町である」と作家となった後に繰り返し主張、浅草や柴又を「下町」と呼ぶ安易な「下町ブーム」に嫌悪を感じ、自分の生地について何度もエッセイや小説に描写している。
落語に淫して育つ。下町の商人家庭には、小林の世代のインテリ少年の大半が愛読した『少年倶楽部』などはなく、読書も落語の速記本が主であった。
母方の祖父は山形県村山市出身で、沖電気の創業時のメンバー、沖牙太郎の右腕といわれた高宮信三。同社を退社後独立して、港区青山に高宮歯科工業という会社を設立した。信彦は子供の頃から山の手の祖父宅へ遊びに行って、この母方の祖父から自身の精神成長に大きな影響を受けたという。信彦の信は信三の信から付けられている。
慶應義塾幼稚舎を受験したが失敗し、日本橋区立千代田小学校（のち国民学校と改称）に入学。小学1年生の時の志望職業は第1が「上野動物園園長」、第2が落語家だった。幼少時から浅草で映画や軽演劇、ショウを見る。なかでも古川ロッパの喜劇に熱狂し、自宅でロッパの声真似をしていた。また、人形町では末広亭で落語を聞き、明治座で新派や新国劇を見ていた。学校の「お話の時間」に、同級生の前で落語を演じる。
小学3年生の時に戦争が始まる。『無法松の一生』と『姿三四郎』を封切時に見る。
1944年8月、千代田国民学校在学中に埼玉県入間郡名栗村（現在の飯能市）へ集団疎開。疎開先で疎開者同士での陰湿ないじめに遭い、この時の悲惨な体験は後に純文学長篇『冬の神話』となって実を結んだ。小説『東京少年』（2005年）も再度この時の体験を扱っている。
戦争末期に、担任教師から将来の希望を問われ「小説家になりたいであります」と答えた。

### 中学校・高等学校時代
1945年3月10日の東京大空襲で生家が焼失。かつて父が病気で中退した、文京区大塚の東京高等師範学校附属中学（現・筑波大学附属中学校・高等学校）に無試験入学するが、空襲で校舎が焼失していたため、再疎開先の新潟県高田市（現・上越市）の県立高田中学校（のち新制の新潟県立高田高等学校）に学んだ。在住先は中頸城郡（現・妙高市）。
1946年12月、東京に戻って青山の母方の実家に住み、東京高師附属中学に復学。このころ下町と山の手の文化的なギャップに開眼。中学では美術研究会に所属し、一学年上にのちの美術評論家の高階秀爾がいた。中学時代、神田の冨山房でシムノンと徳川夢声の著書を万引きしようとして店員に捕らえられ袋叩きにされたことがある。
1948年、東京高等師範学校附属高等学校（1949年に東京教育大学附属高等学校と改称、現・筑波大附属高校）に進む。同期には、嘉納行光（元全日本柔道連盟会長）、藤井裕久（元財務大臣）、鈴木淑夫（元日本銀行理事）、徳山明（元富士常葉大学学長）、中江陽三（元NHKアナウンサー）、吉田庄一郎（元ニコン会長）などがいた。
高校では、友人たちと4人で映画研究会を設立（メンバーのうち、銀行員になった荻昌孝（荻昌弘の弟）以外の2名は東宝のプロデューサーとなり、のちにクレージー映画で小林と共に仕事をした。2名のうちの一人は大森幹彦）。高校の文化祭「桐陰祭」では、アメリカ人劇作家"H・B・ガーガン"なる人物の作品と称して（実は架空の人間）自作の西部劇を上演したことがある。また、戦後再上映されたマルクス兄弟の映画を見て、そのアナーキーなギャグに衝撃を受ける。
1949年を「自分の人生で一番面白かった年」と後に語るが、1950年の朝鮮戦争の開戦により核戦争の恐怖にとらわれる。この時代のことは小説『世間知らず』に描かれている。なお高校の1年後輩には、『ニッポン無責任時代』などの脚本家となる田波靖男がいた。
同じ1950年、神保町のゾッキ本屋でさまざまな本を買う。『太宰治全集』で「人生の進路を決定」され、ヘンリー・フィールディングの『ジョゼフ・アンドルーズ道中記』で「英文科に進学する」こととなり、安藤鶴夫『落語鑑賞』で桂文楽独特の語り口を活字化する技術に衝撃を受けた。

### 大学進学
1951年、早稲田大学と慶應義塾大学のそれぞれ文学部を受験して合格。東京大学を受けるのが当たり前とされる高校にあって、文系科目の成績は全校で一桁の実力だったので東大受験を勧められたが、理系科目が苦手だったため東大を受験しなかった。実家が没落して経済的に貧しかった引け目から早稲田に入学。面接試験では英文科志望の理由を問われて「物語性に惹かれたからです」と答え、教授から苦笑された。山本山でアルバイトしながら学業を続け、大学図書館では戦前の『キネマ旬報』を渉猟した。早稲田大学第一文学部英文学科の同級生に作家の生島治郎と映画評論家の河野基比古がいる。
1952年に父親が死去。翌1953年に店を売って、四谷に引越し、下町とは縁が切れた。
1955年、大学卒業直前に埴谷雄高編集の文芸雑誌『近代文学』1955年3月号（近代文学社）に有馬晴夫名義で短篇「白い歯車」を発表。母校早大を舞台に学生運動を扱った、後年の短篇「ある晴れた午後に」の原型的な作品である。3月に早稲田大学第一文学部英文学科を卒業。卒論ではサッカレーと悪漢小説（ピカレスク）の関係を扱った。

### 不本意な就職
いざとなれば英語教師で食べて行けると考えて英文科に入学したにもかかわらず、教職課程の単位の一つを「意図的に」取り損ねたため、公立校の教員になることができなかった。唯一採用の口があった私立高校は校内暴力の評判があったため、就職を辞退。マスコミ関係への就職を望み、讀賣新聞社や光文社、さらにスポーツ新聞社や映画会社の入社試験を受けたが、空前の就職難時代だったのでことごとく失敗。三省堂に英語辞書の校正係として採用される話はほぼ決まりかけたが、直前で不採用になった。飯島小平教授に研究者への道を勧められ、小林自身も早稲田大学に残ってヘンリー・フィールディングを研究する希望を持っていたが、大学時代に父を結核で亡くしていたうえ、日本橋の実家の土地を騙し取られていたことによる生活苦もあり、不本意ながらセールスマンとして叔父経営の塗料会社に就職、鬱屈した日々を送る。気晴らしに推理小説、昭和初期の大衆文学を読む。
1956年6月、横浜市中区矢口台に転居し、日英混血の母方の親類が米兵相手に営んでいた貸家会社・有限会社レオポルド&サンに勤務。エルビス・プレスリーを聞き、衝撃を受ける。このころの体験は、後年の純文学長篇『汚れた土地』、中篇「丘の一族」に反映されている。同じころ、400枚のユーモア本格ミステリを江戸川乱歩賞に応募して落選。
駐留軍の縮小という時代の流れの中で会社が経営不振に陥り、不渡り手形を出したうえ、社内の派閥抗争に巻き込まれて社長から暴行を受け、1958年7月に失職。失業保険を受給しつつ職安に通う毎日を送る。一度は浜松の航空自衛隊の英語教師の口を紹介されたこともあるが、再軍備反対論者として辞退。
1958年9月「大学院を受験する」と身分を偽って池袋の学生下宿に潜り込み、ここに逼塞して江戸川乱歩が社主の推理小説雑誌『宝石』に「雑誌の改善案」を投稿する。先の見通しが立たず、しばしば自殺を考えた。

### 『ヒッチコック・マガジン』編集長

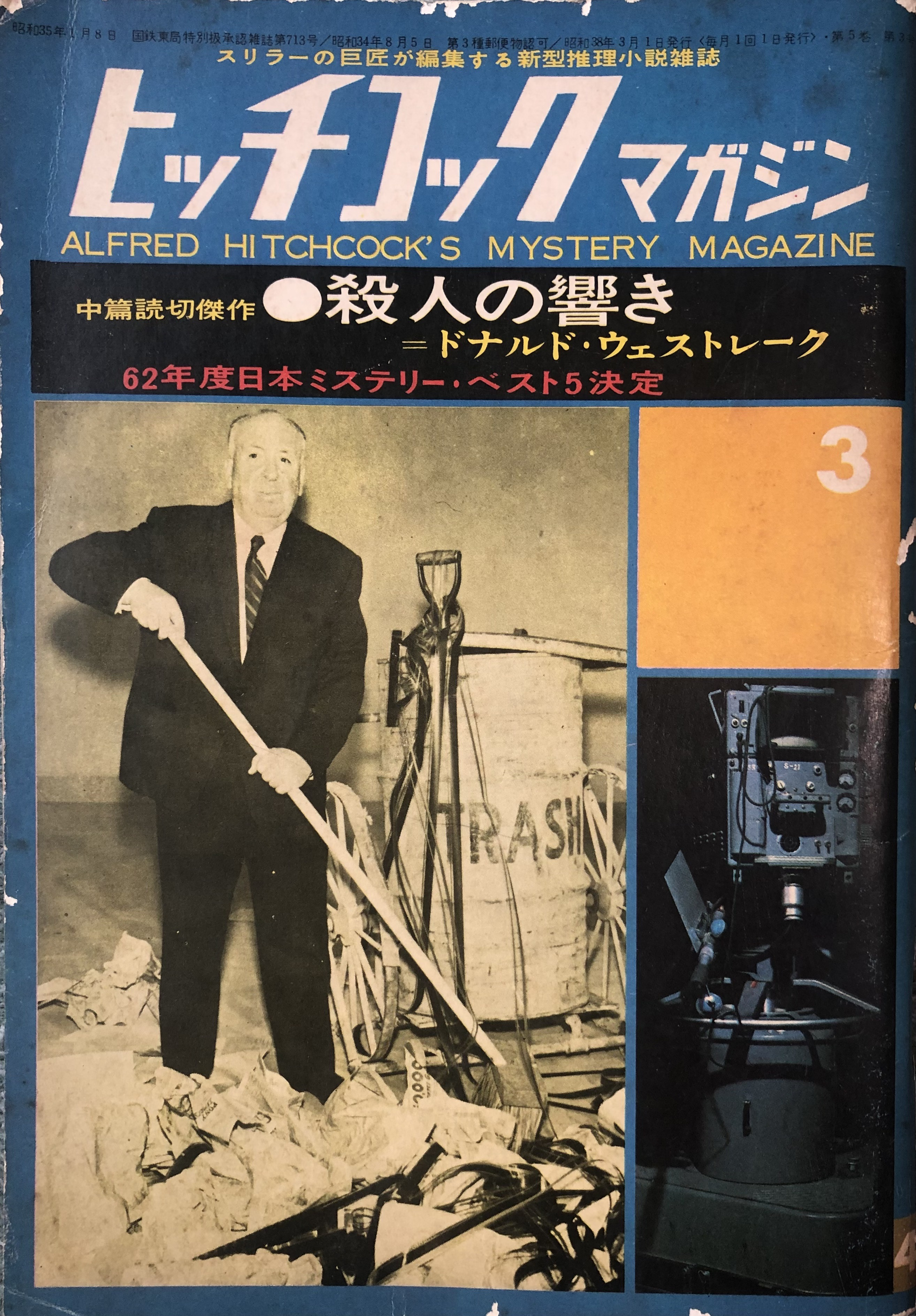
『ヒッチコック・マガジン』1963年3月号

1958年秋、失業保険が切れる直前に、投稿していた「雑誌改善案」で実力が見込まれ宝石社の顧問として採用された。月俸は当時としても格安の5000円。
1959年1月、創刊予定だったミステリ雑誌『ヒッチコック・マガジン』の編集長に、江戸川乱歩の後押しで抜擢された。これは、宝石社の顧問だった田中潤司、宇野利泰、長谷川修二たちが就任を拒んだために小林のもとに回ってきた仕事であった。同年、『宝石』2月号に商業雑誌デビュー作となる短編「消えた動機」を発表。これは日本テレビの「夜のプリズム」というサスペンス枠でドラマ化された。
同年6月22日、創刊号である8月号が発売。奥付の編集名義は中原弓彦（小林の筆名）、大坪直行。イラストレーションは小林の弟の小林泰彦が担当した。「3号まで赤字ならクビ」という条件で始まったが、実際には13冊目でやっと黒字に転じたとされる。このときの月俸は、当時の一般会社員の初任給に満たない1万円。当時、宝石社には戦前の『新青年』のバックナンバーが全冊揃っていたため、この雑誌を耽読して大きな影響を受けた。
同誌の編集長としては、最初期の星新一や筒井康隆の活動をサポートした功績も大きい。また海外のショート・ショートを積極的に紹介、また純文学畑の作家である山川方夫らに、ショート・ショートを依頼するなどし、そのスタイルを日本に根づかせた。一方で『ヒッチコック・マガジン』は、大藪春彦の協力を仰いだ増刊号『GUNのすべて』が好評を得るなど小林の趣味とは違う方向に進み、「若者のライフスタイル・マガジン」の様相を帯びた。その「洗練されたライフスタイル・マガジン」としての面は、後に木滑良久らが、平凡出版（のちのマガジンハウス）で『平凡パンチ』、『an・an』、『POPEYE』等の雑誌を創刊するにあたって大きな影響を与えた。なお、1962年に太平洋をヨットで単独横断した堀江謙一は、ヨットの上で航空雑誌と『ヒッチコック・マガジン』を読んでいたという。
薄給を補う目的と雑誌の宣伝を兼ねてテレビやラジオにたびたび出演したところ人気を得て、マルチタレントの走りとして当時のマスコミの寵児となった。1962年3月には、青島幸男・永六輔・前田武彦の3人とともに「多角経営派」の名のもと、『サンデー毎日』から記事にされたことがある（「俺たちゃ"職業不定族"」）。
1963年1月末、宝石社を退社。萩原津年武、大坪直行ら折り合いが悪かった者たちの策謀で解雇されたとされる。表向きは自主退職。なお、当時、早川書房の編集者だった常盤新平は小林の解雇に同情する様子をみせながら、裏で『ヒッチコック・マガジン』の次代編集長への打診を受けていたとされ、小林の恨みを買うことになる。同年3月号をもって編集から離れる。この時の苦い体験は〈信じていた者に裏切られる〉テーマとして、以後たびたび小林作品のモチーフとなった。「疎開経験」「実家の土地を騙し取られた体験」に加えて、この際の体験が「容易に他人を信用しない」性格にさらに拍車をかけたと思われる。ただし、大坪直行は後年「僕も悪者にされちゃっているけど、本人に相談もしないで辞めさせるのは僕は反対だった。中原さんは才人でしたよ。教わることも多かった」と回想している。
『ヒッチコック・マガジン』時代の体験は、小説『虚栄の市』『夢の砦』に描かれている。ただし、『夢の砦』では時代を1959年から1962年にかえ、主人公から「作家的要素」を取り除いている。また、『夢の砦』は夏目漱石の『坊っちゃん』の1960年代版だとも語っている。

### フリーとして
フリーになった後は、映画、ミステリ、テレビなどの評論の執筆や『九ちゃん!』『植木等ショー』などテレビバラエティ番組の構成作家業のかたわら純文学を発表するようになり、1964年に中原弓彦名義で処女長篇『虚栄の市』を河出書房から刊行（なお、前年の1963年に校倉書房から初の著書である喜劇映画論『喜劇の王様たち』を刊行しているが、刊行本の半分を取次が受け取らない事態になり、また出版社からの印税も出ず「代わりに本で」と言われ途方に暮れていた）。
『虚栄の市』は好評ではあったが、「コミック・ノベル」自体が当時の日本の文壇には受け入れられず、十分な理解を得られなかった。そのため小林は「私小説的な、個人的体験を書けばよいのか」と考え、学童集団疎開時の陰惨な体験を描いた第二作『冬の神話』を1966年11月に上梓。だが今度は「あまりに暗すぎる」と言われ、不評であった。
また、のちに『地獄の読書録』にまとめられるような、膨大な書評をこなしたが、SFでは小松左京や筒井康隆の才能を、逸早く発見。また、アリステア・マクリーンやギャビン・ライアルが冒険小説の第一人者になることを予言した。また、山田風太郎の忍法帖も繰りかえし高評価した。
1969年10月以降はテレビの仕事が途絶えたため、小説の執筆に専念。その後『オヨヨ』シリーズや『唐獅子』シリーズなどのパロディ性に富んだエンターテインメント作品、『神野推理』シリーズや『紳士同盟』シリーズなどのミステリ系の作品等を執筆。並行して長編『夢の砦』、連作短編『家族漂流 東京・横浜二都物語』としてまとめられた自伝的要素の強い純文学作品を発表。たびたび直木賞・芥川賞候補にノミネートされた。しかし放送作家としてのキャリアが災いして、選考委員たちから「新人の資格がない」「テレビの世界で金を稼いでいるのは不純」との反対を受けて受賞を逸した。その事情は文壇諷刺的作品『悪魔の下回り』に反映されている。
自らの文学観が日本の文学界とあまりに違うことに業を煮やし、夏目漱石にはじまりジョセフ・ヘラー、フレドリック・ブラウンなど「笑いの文学」や白井喬二の『富士に立つ影』などを論じた、文学論『小説世界のロビンソン』を1989年に刊行した。『吾輩は猫である』は、落語の知識がないとギャグが楽しめないことを指摘。また文芸評論家の常套句「人間が描けていない」に対抗し、「フラット・キャラクター」という、ディケンズの小説に登場するような「典型的なキャラクター」の有効性も提示した。
連作エッセイ集『パパは神様じゃない』『つむじまがりの世界地図』や「W・C・フラナガンによるエッセイ」等は、浅倉久志によって「ユーモア・スケッチ」と名づけられた、かつてアメリカで人気を博した「生真面目な文体で、馬鹿馬鹿しいことを記す」内容で、日本人作家には他に追随例がほとんどないユニークなものである。
1970年代、晶文社から高平哲郎編集による「バラエティ・ブック」と称するコラム集を何冊も刊行。これは、当時のサブカルチャー愛好者に大きな影響を与え、のちに小西康陽『これは恋ではない』（幻冬舎、編集者：高畑圭）、安田謙一『ピントがボケる音』（国書刊行会、編集者：樽本周馬）、亀和田武『雑誌に育てられた少年』（左右社）など、その様式を真似た「リスペクト本」を生んだ。
1986年、「戦前の下町アメリカニズム」と「戦争を楽しんでしまう日本人」を描いた、自伝的かつ〈笑いの文学〉の集大成的作品『ぼくたちの好きな戦争』で「小説家・小林信彦・第一期終了」を宣言。
以降の小説では、〈笑いの文学〉を封印し、現在・過去の時代風俗を丹念に描いた作品（業界小説や、タイムトラベル物、自伝的な作品）や谷崎潤一郎を意識したフェティシズム的な作品、パトリシア・ハイスミスの影響を受けた「異常者が日常に入り込んでくる」小説などを発表。
だが「小説家・第二期」は、最初の2作（『極東セレナーデ』『世間知らず』）は好評であったが、以降の作品は第一期の作品と比べて特筆して優れているとは言い難いとの批判もある（ただし、小林自身も『マニアックな読者ばかりいて「カルト作家」とよばれるのは、決してありがたいことではない。読者は同じような作品を求めるが、自分の作家的必然性から、作風を変えざるを得ない。失望して離れていく読者も出るだろう』と語っている）。特に1993年の『怪物がめざめる夜』は、主人公である悪役の設定が凡庸であるとの批判があった。また、塩山芳明のように小林のコラムを高く評価しつつ小説は一切認めないとする者もいる。
一方、『世界の喜劇人』や『日本の喜劇人』などで初めて喜劇を本格的な評論の対象に採りあげた。『世界の喜劇人』の原型となった「喜劇映画の衰退」は、1961年に『映画評論』誌に掲載され、イデオロギー批評が全盛の当時に突如出現した異色の評論として多くの人々に衝撃を与えた。その後も『天才伝説 横山やすし』、『おかしな男 渥美清』、『植木等と藤山寛美』など喜劇役者の評伝を執筆し、高く評価されている。
これらの評論は、小林のポリシーとして間接的な資料類に頼らず、「できる限り、自分自身が体験したり、自分の目で見聞きしたものから」論じられている。個人的体験から普遍性を導くという稀有な傑作となっている。また、背広を着た立川談志のピンでのトークや漫談時代の明石家さんまのトークが「アメリカのスタンダップ・コミック芸」にあたることや、『ビートたけしのオールナイトニッポン』での村田英雄をからかう企画が「キャンプ・ユーモア」であることを指摘するなど、「笑いの本場」であるアメリカの芸能との比較も行っている。
映画評論についても、双葉十三郎に私淑して『映画評論』誌を中心に1960年代から盛んに行い、マルクス兄弟再評価や「日活無国籍アクション映画」を同時代から既に評価。映画作家としてのクリント・イーストウッドを一貫して支持している。映画評論が本業ではないが、豊富な鑑賞経験から「確かな映画見巧者」として多数の映画ファンの信頼を得ている。
1960年代を「テレビの黄金時代」と呼び、それ以降はテレビ番組はほとんど見なくなったが、1980年代の深夜番組『オールナイトフジ』をいち早く評価するなど、アンテナは鋭く張っていた。『オールナイトフジ』については、蓮實重彦編集の映画研究雑誌『リュミエール』創刊号で、「アイドル伊代ちゃんの暴力性」という松本伊代を称える文章を書いている。
また『私説東京繁昌記』、『私説東京放浪記』などの東京を題材としたエッセイも、小林の個人的体験をもとに東京の歴史的な地層を解き明かす内容で、小林の東京に対する強いこだわりが感じられる。なかでも、小林がこだわっていた生地「西両国」については、『和菓子屋の息子』（1996年）『日本橋バビロン』（2007年）において、当時の地図を再現までして詳しく描写した。なお、小林は1964年東京オリンピック前の東京の無計画な開発については歴史的な愚行として再三激しい怒りと批判を表明しており、オリンピック開催中は東京の喧騒を嫌がり関西に滞在していた。
美空ひばりの死去の直後には、非常に批判色の濃い文章を発表。以前から抱いていた、著名人死去の際に賛辞一色で埋め尽くされるマスコミの軽躁への苦々しい思いによるものであるが、日本的慣習に反する行為でもあり話題を呼んだ。小林は元々ひばり批判派の急先鋒であった服部良一の仕事を高く評価する立場でもあり、歌手としての資質は認めつつもその業績には批判的であった。
1991年から1992年にかけて松村雄策とビートルズ論争を行った。
かつては政治的発言をあまりしないタイプの作家だったが、近年の連載エッセイでは、原発や自民党への激しい批判が繰り返されている。
2002年、第11回Bunkamuraドゥマゴ文学賞選考委員として、堀川弘通『評伝 黒澤明』（毎日新聞社）に授賞。
2005年の総選挙後、小林は週刊文春で小泉純一郎を以下のように評した。
また近年の作品『東京少年』（2005年）、『日本橋バビロン』（2007年）、『流される』（2011年）を「自伝的三部作」とする。
2017年4月、自宅で脳梗塞を起こし、急遽入院するが、左半身不随となる。リハビリをして退院したが、その後の二度の左足の骨折のために、再入院・再々入院を余儀なくされた。その入院体験記を『週刊文春』に連載し、2019年3月に『生還』として刊行した。

## 筆名
筆名を作ったのは、小林が正業につかないのを親戚が嫌っていたからであるという。
「日本のことを勘違いして論じるアメリカ人」という設定のウィリアム・C・フラナガン名義の作品もある。
1958年、失業中に書いた「消えた動機」という推理短篇が江戸川乱歩時代の『宝石』誌1959年2月号に掲載され、のち三木洋 という変名のもとにテレビ化および映画化（山田洋次監督『九ちゃんのでっかい夢』）されたことがある。
その他の筆名に有馬晴夫、類十兵衛、スコット貝谷など。

## エピソード
- 実弟の小林泰彦は『平凡パンチ』で「イラスト・ルポ」を生み出したことで知られるイラストレーターで、「ヒッチコック・マガジン」のデザイン、イラストはすべて泰彦が担当した。なお、『ヒッチコック・マガジン』の挿絵で、今まで広告業界でしか使われなかった「イラストレーション」という言葉を初めて雑誌界で採用し、普及させた。小林の著書『回想の江戸川乱歩』では、巻末で乱歩について兄弟で対談している。「オヨヨ」シリーズの単行本版や角川文庫版の装画なども担当しており、二人の合作絵本『クネッケ博士のおかしな旅』もある。
- 往年の番組『ゲバゲバ90分』の「ゲバゲバ」というネーミングは、小林信彦の創作による。ネーミング料は当時の金で10万円。ただし、小林はこの番組のコンセプトである「ストーリーはまったくなく、ひたすらサイト・ギャグでつないでいく」方法に違和感を覚え、テレビの仕事から離れることになった。
- 1976年の1月ごろに、桂三枝（現・6代桂文枝）が「オヨヨ」というギャグを使っていたのを自著『オヨヨ』シリーズからの盗用とみなして抗議し、このギャグを使用禁止にするとともに三枝に詫びを入れさせたことがある（いわゆるオヨヨ騒動）。しかし三枝の「オヨヨ」は俳優大河内傳次郎の物まねから派生したものであり、小林信彦の主張は誤解であったという説もある。
- 「初期はコメディアンであったが、年齢とともにシリアスな俳優になる」路線をとりたがるコメディアンが多いことに批判的で、『日本の喜劇人』の中で「森繁病」と命名した。これは森繁久彌個人に対する批判ではなく、森繁については「もともとはきちんとした俳優であって、そこにたまたまコメディアンの才能もあったために、一時的に喜劇で注目されることになった」と評している。そのような森繁の来歴を無視して、そもそも俳優ではないコメディアンが森繁のキャリアを真似ようとするのがおかしいという意味である。ただし、いかりや長介に対しては、笑いに一家言ある小林がザ・ドリフターズについては全く評価していなかった中で、いかりや個人の俳優向けの資質を転向前から見抜いていたことを伺わせる記述をしている。
- また『日本の喜劇人』では小林旭のことを「無意識過剰」と評すなど、フレーズが多い。
- 横浜中華街が有名になる以前から熱心に通うなど、グルメであるが、エッセイ等では食べ物についての記述は抑制している。その知識は、グルメ小説としての『大統領の晩餐』『ドジリーヌ姫の優雅な冒険』にのみ結実している。
- 1972年に赤塚不二夫が雑誌『まんがNo.1』を創刊した際の準備パーティーに招かれた。ここで決まった創刊企画のまま発行したら雑誌が潰れるとして編集長の長谷邦夫に長電話して辟易させたというエピソードが語られた。
- スティーブン・キングについても初期から評価していた。また彼の小説は、村上春樹や吉本ばななにも影響を与えていると指摘している。
- フォーク歌手の小林啓子は従姉妹。
- 妻の実家を通じて、伝奇作家山田風太郎、喜劇俳優古川緑波、推理作家濱尾四郎、帝国大学総長加藤弘之、バチカン枢機卿濱尾文郎、東宮侍従濱尾実らが姻戚にいる。映画『無法松の一生』で阪東妻三郎と共演した俳優山口勇は母のいとこ[16]。スリー・グレイセスの石井政江と石井操も遠縁にあたる[17]。東洋大学社会学科教授で『オルグ学入門』の著者である村田宏雄はいとこの夫[18]。伯父の一人は中将で、九州大学生体解剖事件の被告人だった。別の母方の伯父は蒙古聯合自治政府の高官であり、短編「息をひそめて」ではこの伯父の会社で小林が勤務した体験が描かれている。
- 若い頃より、詳細な日記を日々記載している（母方の祖父が「記録魔」でその遺伝という）。その一部は『1960年代日記』として刊行された。その中にも常盤新平や永六輔への非難等が書かれている。またこの日記は、過去の出来事についての文章を書く際の貴重な資料源となっている。
- 自分の作品についての書評類は可能な限り集め、スクラップブックにまとめている。

## 連載中
- 「本音を申せば」（『週刊文春』）
- 「偏愛の日本女優たち」（『文藝春秋』）

## 受賞歴
- 1964年 - 「衰亡記」で52回直木賞候補
- 1973年 - 『日本の喜劇人』で芸術選奨新人賞を受賞
- 1975年 - 「丘の一族」で74回芥川賞候補
- 1976年 - 「家の旗」で76回芥川賞候補
- 1977年 - 「八月の視野」で77回芥川賞候補
- 1978年 - 「小林信彦のコラム」で『キネマ旬報』読者賞を受賞
- 1978年 - 『唐獅子株式会社』で79回直木賞候補
- 1978年 - 「みずすましの街」で80回直木賞候補
- 1980年 - 『夢の街　その他の街』で第8回泉鏡花文学賞候補
- 1981年 - 『紳士同盟』で第34回日本推理作家協会賞長編部門候補
- 1981年 - 「小林信彦のコラム」で2度目の『キネマ旬報』読者賞を受賞
- 1986年 - 『ぼくたちの好きな戦争』で第22回谷崎潤一郎賞候補、第14回泉鏡花文学賞候補
- 2006年 - 『うらなり』に至る業績で第54回菊池寛賞を受賞
- 2023年 -  第96回（2022年度）キネマ旬報ベスト10において特別賞を受賞（映画文化全体の発展に大きな功績を残されたことに対して）

## 著書

### 小説
- 『虚栄の市』（中原弓彦名義） - 河出書房新社　1964,1 のち小林名義で角川文庫
- 『汚れた土地 ―我がぴかれすく―』（中原弓彦名義） - 講談社 1965.10
- 『冬の神話』（中原弓彦名義） -  講談社 1966.11 のち小林名義で角川文庫
  - 『栞子さんの本棚2 ビブリア古書堂セレクトブック』 - 角川文庫  2018.10 「冬の神話」からの抜粋版を収録
  - 『虚栄の市 汚れた土地 冬の神話: 小林信彦初期長篇集成』- 国書刊行会、 2025.6
    - 解題＝高崎俊夫　装幀＝大久保伸子　装画＝小林泰彦
    - 特別収録
      - 『虚栄の市』跋文=山川方夫 文庫版解説=小野二郎
      - 『汚れた土地』書評=澁澤龍彦
      - 『冬の神話』文庫版解説=山田智彦
      - 小林信彦『虚栄の市』日記(単行本初収録)

- オヨヨ大統領シリーズ
  - ジュニア向け三部作
    - 『オヨヨ島の冒険』 - 朝日ソノラマ 1970.5 のち、晶文社（「怪人オヨヨ大統領」を含め一冊に）、角川文庫（以後「オヨヨ島の冒険」のみ収録にもどる）、ちくま文庫、のち角川文庫再刊、のち2018年に角川文庫版が「紀伊国屋書店限定再刊」された。
    - 『怪人オヨヨ大統領』 - 朝日ソノラマ 1970.12 のち角川文庫、ちくま文庫
    - 『オヨヨ城の秘密』 - 晶文社 1974.3 のち角川文庫、ちくま文庫

  - 『大統領の密使』 - 早川書房　1971.7　のち角川文庫、ちくま文庫
  - 『大統領の晩餐』 - 早川書房 1972.3 のち角川文庫、ちくま文庫
    - のち『大統領の密使/大統領の晩餐』としてフリースタイルで再刊（小林信彦コレクション）2016

  - 『合言葉はオヨヨ』 - 朝日新聞社 1973.2 のち角川文庫、ちくま文庫
  - 『秘密指令オヨヨ』 - 朝日新聞社 1973.6 のち角川文庫、ちくま文庫
  - 『オヨヨ大統領の悪夢』 - 角川書店  1975.8 のち文庫
    - 「不眠戦争」「虚名戦争」「無限戦争」「終末戦争」収録

- 『ある晴れた午後に』 - 新潮社 1970.9 ※のち『監禁』と改題（角川文庫）
  - 「ある晴れた午後に」「川からの声」「日々の漂泊」「監禁」を収録。
- 『クネッケ博士のおかしな旅』 - 偕成社 1976.3 ※小林泰彦が絵を担当した絵本
- 『家の旗』 - 文藝春秋 1977.3
  - 「兩國橋」「家の旗」「決壊」「丘の一族」収録
- 『神野推理氏の華麗な冒険』 - 平凡社 1977.9 のち新潮文庫
  - 「ハムレットには早過ぎる」「さらば愛しきヒモよ」「コザのいざこざ」「〈降りられんと急行〉の殺人」「災厄の島」「粗忽な〈恍惚〉」「抗争の死角」「幻影の城で」「殺意の片道切符」「はなれわざ」「超B級の事件」「神野推理最後の事件」

- 唐獅子シリーズ
  - 『唐獅子株式会社』 - 文藝春秋 1978.4 のち、唐獅子シリーズのみを集めて新潮文庫　
    - 単行本：「唐獅子株式会社」「唐獅子放送協会」「唐獅子生活革命」「唐獅子意識革命」「雲をつかむ男」「雲をつかむ男ふたたび」「JELLIES（ジェリーズ）」を収録。
    - 文庫：「唐獅子株式会社」「唐獅子放送協会」「唐獅子生活革命」「唐獅子意識革命」「唐獅子映画産業」「唐獅子惑星戦争」「唐獅子探偵群像」「唐獅子暗殺指令」「唐獅子脱出作戦」「唐獅子超人伝説」収録
    - のち『唐獅子源氏物語』をふくめてシリーズをすべて収録して『唐獅子株式会社』としてフリースタイルで再刊（小林信彦コレクション）2016

  - 『唐獅子惑星戦争』 - 文藝春秋 1978.11 
    - 「唐獅子映画産業」「唐獅子惑星戦争」「唐獅子探偵群像」「甚助グラフィティ」「横になった男」「中年探偵団」「衰亡記」収録

  - 『唐獅子超人伝説』 - 文藝春秋 1979.6
    - 「唐獅子暗殺指令」「唐獅子脱出作戦」「唐獅子超人伝説」「わがモラトリアム」「親子団欒図」「おとなの時間」「家の中の名探偵」「鉄拐」「消えた動機」収録

  - 『唐獅子源氏物語』 - 新潮社 1982.12 のち文庫
    - 「唐獅子選手争奪」「唐獅子渋味闘争」「唐獅子異人対策」「唐獅子電撃隊員」「唐獅子源氏物語」「唐獅子紐育俗物」「唐獅子料理革命」を収録

- 『ドジリーヌ姫の優雅な冒険』 - 文藝春秋 1978.7 のち文庫
  - 「夜霧に消えた東坡肉」「ババロアおばさん」「一品料理のシャリアピン」「アボガドの街角」「どぜう相手のドジリーヌ」「ダイエット・ビスケット」「麺からでた面倒（トラブル）」「しちめんどくさい七面鳥」「雑煮とスーパーマン」「餅は餅屋の春の宵」「玄人うなぎ」「スモーガスボードで終幕（フィナーレ）」
- 『ビートルズの優しい夜』 - 新潮社 1979.5 のち文庫
  - 「ビートルズの優しい夜」「金魚鉢の囚人」「踊る男」「ラスト・ワルツ」収録
- 『夢の街 その他の街』 - 文藝春秋 1979.9
  - 「みずすましの街」「八月の視野」「息をひそめて」収録
- 『袋小路の休日』 - 中央公論社 1980.1 のち文庫、のち講談社文芸文庫（小林信彦自筆年譜・著作目録あり）
  - 「隅の老人」「北の青年」「根岸映画村」「路面電車」「自由業者」「ホテル・ピカディリー」「街」収録
- 紳士同盟シリーズ
  - 『紳士同盟』 新潮社 1980.3 のち文庫、扶桑社文庫
  - 『紳士同盟ふたたび』 - 新潮社 1984.9 のち文庫、扶桑社文庫（扶桑社文庫版には作家論「深夜の饗宴」を収録）
- 『悪魔の下回り』 - 文藝春秋 1981.2 のち新潮文庫
- 『中年探偵団』 - 文春文庫 1981.5
  - 「甚助グラフィティ」「わがモラトリアム」「親子団欒図」「JELLIES<ジェリーズ>」「中年探偵団」「鉄拐」「おとなの時間」「家の中の名探偵」「雲をつかむ男」「雲をつかむ男ふたたび」収録。
- 『超人探偵』 - 新潮社 1981.3 のち文庫
  - 「ブルー・トレイン綺譯」「帰ってきた男」「悪魔が来たりて法螺を吹く」「神野推理氏の推理休暇」「きみとともに島で」「大阪で起こった奇妙な出来事」「クアラルンプールの密室」「ヨコハマ1958」「ボガートになりたかった男」
- 『サモアン・サマーの悪夢』 - 新潮社 1981.9 のち文庫
- 『変人十二面相』 - 角川書店 1981.11 のち文庫
- 『ちはやふる奥の細道』（W・C・フラナガン） - 新潮社 1983.6 のち文庫
- 『夢の砦』 - 新潮社 1983.10 のち文庫
- 『発語訓練』 - 新潮社 1984.5 ※のち『素晴らしい日本野球』と改題して文庫
  - 「W・C・フラナガン 素晴らしい日本野球」「W・C・フラナガン 素晴らしい日本文化」「サモワール・メモワール」「野球につれてって」「翻訳・神話時代」「到達」「ハーレクイン・オールド」「いちご色の鎮魂歌」「嵐を呼ぶ昭和史・抄」「発語訓練」収録
- 『ぼくたちの好きな戦争』 - 新潮社（純文学書き下ろし特別作品）1986.5 のち文庫
- 『極東セレナーデ』 - 朝日新聞社 1987.4 [19] のち新潮文庫のちフリースタイルで再刊（小林信彦コレクション）2016
- 『悲しい色やねん』 - 新潮文庫 1987.12
  - 「悲しい色やねん」「みずすましの街」「横になった男」「消えた動機」収録
- 『世間知らず』 - 新潮社 1988.5 [20] ※のち『背中あわせのハートブレイク』と改題（新潮文庫）
- 『裏表忠臣蔵』 - 新潮社 1988.11 のち文庫のち文春文庫
- 『Yesterday Once More（イエスタデイ・ワンス・モア）』 - 新潮社 1989.9 のち文庫
- 『世界でいちばん熱い島』 - 新潮社（純文学書き下ろし特別作品） 1991.1 のち文庫
- 『ハートブレイク・キッズ』 - 光文社 1991.4 のち新潮文庫
- 『ミート・ザ・ビートルズ』 - 新潮社 1991,9 ※のち『イエスタデイ・ワンス・モアPart2 ミート・ザ・ビートルズ』と改題（文庫）
- 『ドリーム・ハウス』 - 新潮社 1992.10 のち文庫
- 『怪物がめざめる夜』 - 新潮社（純文学書き下し特別作品）1993.9 のち文庫
- 『イーストサイド・ワルツ』 - 毎日新聞社 1994.2 のち新潮文庫
- 『侵入者』 - メタローグ 1994.9 のち文春文庫
  - 単行本：「侵入者」のみ収録
  - 文庫：「侵入者」「雲をつかむ男」「尾行」(午前十一時の少女、写真集、コンビニの聖女、時間)「話題を変えよう」「悲しい色やねん」「みずすましの街」収録
- 『ムーン・リヴァーの向こう側』 - 新潮社 1995.9 のち文庫
- 『笑いごとじゃない ユーモア傑作選』 - 文春文庫 1995.12
  - 「唐獅子料理革命」「唐獅子異人対策」「唐獅子源氏物語」「「降りられんと急行」の殺人」「ヨコハマ1958」「素晴らしい日本野球」「素晴らしい日本文化」「サモワール・メモワール」「ハーレクイン・オールド」「嵐を呼ぶ昭和史・抄」「虚名戦争」を収録。
- 『家族漂流 東京・横浜二都物語』 - 文春文庫 1996.6
  - 「みずすましの街」「息をひそめて」「丘の一族」「家の旗」を収録。
- 『結婚恐怖』 - 新潮社 1997.10 のち文庫
- 『東京少年』 - 新潮社　2005.8　のち文庫
- 『丘の一族 小林信彦自選作品集』 - 講談社文芸文庫　2005.11（小林信彦自筆年譜・著作目録あり）
  - 「八月の視野」「みずすましの街」「丘の一族」「家の旗」を収録。
- 『うらなり』 - 文藝春秋  2006.6 のち文庫
- 『決壊』 - 講談社文芸文庫 2006.10　（小林信彦自筆年譜・著作目録あり）
  - 「金魚鉢の囚人」「決壊」「息をひそめて」「ビートルズの優しい夜」「パーティー」を収録。
- 『日本橋バビロン』 - 文藝春秋 2007.9 のち文庫
- 『流される』- 文藝春秋 2011.9 のち文庫
- 『四重奏 カルテット』 - 幻戯書房 2012.8
  - 「夙川事件 谷崎潤一郎余聞」「半巨人の肖像」「隅の老人」「男たちの輪」を収録。
- 『つなわたり』 - 文藝春秋、2015.3

### 評論・エッセイ
- 喜劇の王様たち（中原弓彦名義） - 校倉書房 1963.6 ※のち加筆・再構成して『笑殺の美学 映像における笑いとは何か』（中原名義、大光社）、のちさらに再構成され『世界の喜劇人』（中原名義、晶文社）と改題。『世界の喜劇人』はのち、さらに加筆・再構成されて小林名義で新潮文庫。のち、『決定版 世界の喜劇人』として新潮社から2024年再刊。
- 笑う男・道化の現代史（小林信彦名義） - 晶文社 1971.7 ※のち、収録作品を組み替えて『道化師のためのレッスン』と改題（白夜書房）
  - 短編「おとなの時間」「疎開地探訪」「鉄拐」「消えた動機」「中年探偵団」「擬英雄詩」収録
- 日本の喜劇人（中原弓彦名義） - 晶文社 1972.5 安藤鶴夫・佐藤信との対談含む。※のち加筆・再構成され『定本・日本の喜劇人』（晶文社、1977年、安藤鶴夫・佐藤信との対談含む、戸板康二の序文含む）、のち小林名義でさらに再構成され『日本の喜劇人』新潮文庫（1982年、以降の版では対談・序文は削除）、のち『定本・日本の喜劇人（上）』（新潮社、2008年）に収録　のち加筆され『決定版 日本の喜劇人』（新潮社、2021年）に収録
- パパは神様じゃない - 晶文社 1973.12 のち角川文庫 のちちくま文庫
- 東京のロビンソン・クルーソー - 晶文社 1974.6
- われわれはなぜ映画館にいるのか - 晶文社 1975.2 ※のち、収録作品を再編改題『映画を夢みて』（筑摩書房、のちちくま文庫）、収録作品を再度組み替えし『新編 われわれはなぜ映画館にいるのか』（キネマ旬報社）
- つむじ曲がりの世界地図 - 角川書店 1976.5 のち文庫
- 東京のドン・キホーテ - 晶文社 1976.10
- エルヴィスが死んだ - 小林信彦のバンドワゴン1961→1976 晶文社 1977.12
- 地獄の読書録 - 集英社 1980.9 のち文庫、ちくま文庫
- 地獄の観光船 コラム101 - 集英社 1981.5 のち文庫 ※のち単行本未収録原稿の350枚のコラムを加えて再構成して『コラムは踊る エンタテイメント評判記1977〜81』と改題（ちくま文庫）
- 笑学百科 - 新潮社 1982.1 のち文庫のち『定本・日本の喜劇人（下）』（新潮社）に収録
- 地獄の映画館 - 集英社 1982.9 のち文庫 ※のち再構成して『コラムは歌う エンタテインメント評判記1960〜63』と改題（ちくま文庫）
- 道化師のためのレッスン - 白夜書房 1984.11 - 『笑う男・道化の現代史』を再構成、大瀧詠一、糸井重里との対談を含む
- 私説東京繁昌記 - 中央公論社（荒木経惟写真、1984.9）※のち加筆・再構成して『[新版]私説東京繁昌記』と改題（筑摩書房）、のち『私設東京繁盛記』としてちくま文庫
- 小林信彦 60年代日記 1959〜1970 - 白夜書房（1985.9）※のち『1960年代日記』と改題（ちくま文庫）
- 時代観察者の冒険 1977〜1987全エッセイ - 新潮社（1987.10）のち文庫
- 小説世界のロビンソン - 新潮社（1989.3）のち文庫 ※のち『面白い小説を見つけるために』と改題（光文社知恵の森文庫）
- コラムは笑う エンタテインメント評判記 1983〜88 - 筑摩書房（1989.4）のち文庫
- セプテンバー・ソングのように 1946〜1989 - 弓立社（1989.9）
- 映画を夢みて - 筑摩書房（1991.10）のち文庫
- 植木等と藤山寛美 喜劇人とその時代 - 新潮社（1992.3）※のち伊東四朗を加えて『喜劇人に花束を』と改題（文庫）のち『定本・日本の喜劇人（上）』（新潮社）に収録 のち『決定版 日本の喜劇人』（新潮社）に収録
- コラムにご用心 エンタテインメント評判記1989〜1992 - 筑摩書房（1992.5）のち文庫
- 私説東京放浪記 - 筑摩書房(1992.11) のち文庫
- 小説探険 - 本の雑誌社（1993.10）※のち週刊文春連載の「読書日和」を加えて『読書中毒 ブックレシピ61』と改題（文春文庫）
- 本は寝ころんで - 文藝春秋（1994.5）のち文庫
- 回想の江戸川乱歩 - メタローグ（1994.10）のち文春文庫、光文社文庫
  - 短編「半巨人の肖像」収録
- 日本人は笑わない - 新潮社（1994.11）のち文庫、のち朝日新聞連載「時のかたち」「深い潮目」を加えて『東京散歩昭和幻想』と改題（光文社知恵の森文庫）
- 一少年の見た〈聖戦〉 - 筑摩書房（1995.5）のち文庫 のち『アメリカと戦いながら日本映画を観た』と改題して朝日文庫
- コラムの冒険 エンタテインメント時評1992〜95 - 新潮社 1996.3 のち文庫
- 〈超〉読書法 - 文藝春秋 1996.5 のち文庫
- 和菓子屋の息子 -ある自伝的試み- - 新潮社 1996.8 のち文庫
- 現代〈死語〉ノート - 岩波新書 1997.1
- 天才伝説 横山やすし - 文藝春秋 1998.1 のち文庫のち『定本・日本の喜劇人（下）』（新潮社）に収録
- コラムは誘う エンタテインメント時評1995〜98 - 新潮社 1999.3 のち文庫
- 人生は五十一から - 文藝春秋 1999.6 のち文庫
- 現代〈死語〉ノートII - 岩波新書 2000.1
- おかしな男 渥美清 - 新潮社 2000.4、のち文庫、のち『定本・日本の喜劇人（上）』（新潮社）に収録、のちちくま文庫
- 最良の日、最悪の日 - 文藝春秋 2000.6 のち『最良の日、最悪の日 人生は五十一から2』として文庫
- 2001年映画の旅 ぼくが選んだ20世紀洋画・邦画ベスト200 - 文藝春秋 2000.12 ※のち『ぼくが選んだ洋画・邦画ベスト200』と改題して文庫
- 出会いがしらのハッピー・デイズ - 文藝春秋 2001.6 のち『出会いがしらのハッピー・デイズ―人生は五十一から3』として文庫
- 物情騒然。―人生は五十一から - 文藝春秋 2002.4 のち『物情騒然。―人生は五十一から4』として文庫
- 昭和の東京、平成の東京 - 筑摩書房 2002.4 のち文庫
- テレビの黄金時代 - 文藝春秋 2002.10 のち文庫
- コラムの逆襲 エンタテインメント時評1999〜2002 - 新潮社 2002.12 ※のち、映画についてのコラムのみ『映画が目にしみる 増補完全版』に収録
- 名人―志ん生、そして志ん朝 - 朝日選書 2003.1 のち文春文庫　のち朝日文庫
- にっちもさっちも―人生は五十一から - 文藝春秋 2003.4 のち『にっちもさっちも―人生は五十一から5』として文庫
- 定年なし、打つ手なし - 朝日新聞社 2004.4 ※のち『「後期高齢者」の生活と意見』と改題（文春文庫）
- 花と爆弾-人生は五十一から - 文藝春秋 2004.4 のち『花と爆弾―人生は五十一から6』として文庫
- 本音を申せば - 文藝春秋 2005.4 のち文庫
- 昭和のまぼろし―本音を申せば - 文藝春秋 2006.4 のち『昭和のまぼろし―本音を申せば2』として文庫
- 映画が目にしみる - 文藝春秋 2006.12 - 中日新聞連載の「コラムの〜」シリーズの2002年8月〜2006年10月版。この巻から出版社が変わったため、分かりにくい題名に。のち、「コラムの逆襲」とあわせて、映画に関するコラムのみを『映画が目にしみる 増補完全版』として再編集して文庫化。
- 昭和が遠くなって-本音を申せば - 文藝春秋 2007.4 のち『昭和が遠くなって―本音を申せば3』として文庫
- 映画×東京とっておき雑学ノート-本音を申せば - 文藝春秋 2008.4 のち『映画×東京とっておき雑学ノート―本音を申せば4』として文庫
- 定本・日本の喜劇人 上 喜劇人篇 - 新潮社 2008.4
  - 「日本の喜劇人」「日本の喜劇人2」（新潮文庫『喜劇人に花束を』を改題）「おかしな男 渥美清」を収録
- 定本・日本の喜劇人 下 エンタテイナー篇 - 新潮社 2008.4
  - 「笑学百科」「天才伝説 横山やすし」「これがタレントだ 1963・1964」を収録
- B型の品格―本音を申せば - 文藝春秋 2009.4 のち『女優はB型 本音を申せば5』と改題して文庫
- 黒澤明という時代 - 文藝春秋 2009.9 のち文庫
- 森繁さんの長い影―本音を申せば - 文藝春秋 2010.5 のち『森繁さんの長い影 本音を申せば6』として文庫
- 気になる日本語―本音を申せば - 文藝春秋 2011.5 のち『伸びる女優、消える女優 本音を申せば7』と改題して文庫
- 非常事態の中の愉しみ―本音を申せば - 文藝春秋 2012.5 のち『人生、何でもあるものさ 本音を申せば8』と改題して文庫
- 映画の話が多くなって－本音を申せば - 文藝春秋 2013.4 のち『映画の話が多くなって 本音を申せば9』として文庫
- 私の東京地図 = MY TOKYO MAP - 筑摩書房 2013.1　のち『私の東京地図』ちくま文庫 - 『東京新聞』掲載の「私の東京物語」が追加収録
- 「あまちゃん」はなぜ面白かったか? 本音を申せば - 文藝春秋 2014.5 のち『アイドル女優に乾杯! 本音を申せば10』と改題して文庫
- 女優で観るか、監督を追うか 本音を申せば - 文藝春秋 2015.5 のち『女優で観るか、監督を追うか 本音を申せば11』として文春文庫
- 古い洋画と新しい邦画と 本音を申せば - 文藝春秋　2016.5 のち『映画狂乱日記 本音を申せば12』として文春文庫
- わがクラシック・スターたち 本音を申せば - 文藝春秋 2017.5
- 生還 - 文藝春秋 2019.3 ※初出は週刊文春「本音を申せば」内で連載。のち文春文庫 2022.2
- また、本音を申せば - 文藝春秋 2020.4
- とりあえず、本音を申せば 文藝春秋 2021.3
- 決定版 日本の喜劇人 新潮社　2021.5
  - 「日本の喜劇人」「日本の喜劇人2」（新潮文庫『喜劇人に花束を』を改題） -　加筆修正。志村けん・大泉洋らについての記述を追加。
- 日本橋に生まれて 本音を申せば - 文藝春秋　2022.1

## 対談等
- 昨日を超えて、なお…（片岡義男との対談、角川書店、1980年）

※のち『星条旗と青春と 対談・ぼくらの個人史』と改題（文庫）
- いちど話してみたかった 小林信彦デラックス・トーク（大瀧詠一、佐藤信、ビートたけし、安藤鶴夫、古今亭志ん朝、長部日出雄、大島渚、渡辺武信、横溝正史との対談集、情報センター出版局、1983年）
- 映画につれてって 小林信彦対談集（清水俊二、長部日出雄、山田宏一、和田誠、西脇英夫、色川武大、森卓也、大瀧詠一、氷室冴子との対談集、キネマ旬報社、1987年）
- 小林信彦 萩本欽一 ふたりの笑タイム 名喜劇人たちの横顔・素顔・舞台裏（萩本欽一との対談、集英社、2014年）のち文庫

## 編集本
- 横溝正史「横溝正史読本」角川書店（1976年）のち文庫
- 山田智彦「蜘蛛の館」角川文庫（1978年）
- テレビの黄金時代 キネマ旬報別冊（1983年） のち「テレビの黄金時代 : 復刻版」がキネマ旬報社から再刊
- 小林旭読本 歌う大スターの伝説 キネマ旬報社（小林信彦、大瀧詠一責任編集、2002年）

## 本人の単行本に未収録の作品・対談
- 対談「大川いまむかし」
  - 『よろこばしい邂逅　吉本隆明対談集』青土社 1987.10に収録
- エッセイ「ストーリー・テラーとしてのクリスティー」
  - 『アガサ・クリスティー読本』H・R・F・キーティング／[ほか]著　早川書房　1990.9に収録
- 「雪国への再疎開」
  - 『この国で戦争があった』PHP研究所／編　PHP研究所　2000.8に収録
- 「法律のプロとアマ」
  - 『ああ、腹立つ』阿川佐和子／ほか著　新潮社　2004.10に収録 のち新潮文庫
- 鼎談「谷崎潤一郎「鍵」「瘋癲老人日記」 企まれた虚実の摩擦」小林信彦・宮本徳蔵・坂本忠雄／述
  - 『文学の器　現代作家と語る昭和文学の光芒』坂本忠雄／著 扶桑社 2009.8 に収録
- 対談「ここだけの話ですよ」
  - 『対談の七人』爆笑問題 新潮社 2000.12
- 「構成力と予知能力」
  - 『山崎豊子全集9 仮装集団 ムッシュ・クラタ』山崎豊子　新潮社 2004.9
- 「太宰治－マイ・コメディアン－」
  - 『人間失格ではない太宰治－爆笑問題太田光の11オシ』太宰治／太田光 新潮社 2009.4
- 「スーツはあのころのを着ています」
  - 『こころに響いた、あのひと言』「いい人に会う」編集部／編　岩波書店　2010.2
- 「大スクリーンで見直してほしい映画的魅力」
  - 『黒澤明　キネマ旬報セレクション』キネマ旬報社／編　キネマ旬報社　2010.4
- 「小林信彦」（本についての文章）
  - 『いつもそばに本が』ワイズ出版　2012.1
- 「草創期の試行錯誤   テレビ事始め」
  - 『戦後70年日本人の証言』文藝春秋／編　文春文庫 2015.8
- 「「戦争は嫌だ」の思いを土台に」
  - 『私の「戦後民主主義」』岩波書店編集部／編　岩波書店　2016.1
- 「ムーン・リヴァーの向こう側」小林信彦／述
  - 『宮部みゆき全一冊』宮部みゆき／著　新潮社　2018.10
- 「題名をめぐる苦しみ」
  - 『タイトル読本』高橋輝次／編　左右社 2019.9
- 「昭和モダニズムと色川武大」
  - 『色川武大という生き方』田畑書店編集部／編　田畑書店　2021.3
- 「下町育ち」
  - 『巻頭随筆百年の百選』文藝春秋／編　文藝春秋　2023.1
- 「親しい友人の「不在」」、「山川方夫のこと」、「山川方夫とショート・ショート」
  - 『長くて短い一年　山川方夫ショートショート集成』山川方夫／著　ちくま文庫　2023.2

## 翻訳書
- ポール・D・ジンマーマン「マルクス兄弟のおかしな世界」（中原弓彦名義、永井淳と共訳、晶文社、1972年）

## 映画
- 大冒険（クレージーキャッツ、1965年） ギャグマン（古沢憲吾監督）
- 白昼の通り魔（1966年） 出演 教師役（大島渚監督）
- クレージー大作戦（1967年） 脚本修正（古沢憲吾監督）
- 九ちゃんのでっかい夢（1967年） 三木洋名義、原作（山田洋次監督）
- 進め!ジャガーズ 敵前上陸（1968年）中原弓彦名義、脚本担当（前田陽一監督）
- 長靴をはいた猫（1969年）中原弓彦名義、アニメーション・ギャグ監修（矢吹公郎監督）
- 唐獅子株式会社（1983年）原作（曽根中生監督）
- 紳士同盟（1986年）原作（那須博之監督）
- 悲しい色やねん（1988年）原作（森田芳光監督）
- イーストサイドワルツ 悦楽の園（1998年）原作（武田一成監督）
- 新・唐獅子株式会社（1999年）原作（前田陽一監督）

## テレビドラマ
- 怪人オヨヨ（1972年） - NHK少年ドラマシリーズ
- パパは神様じゃない（1974年） - ABC東芝日曜劇場
- ウーマンドリーム（1992年）- KTV 原作「極東セレナーデ」
- 没後20年 ドキュメンタリードラマ おかしな男～渥美清・寅さん夜明け前～（2016年） - NHK-BS（原案・出演）

## ラジオドラマ
- ドジリーヌ姫の優雅な冒険[21] - 1978年、NHK、全10回[22]。出演：林隆三、香野百合子、冷泉公裕、藤村有弘
- ちはやふる奥の細道（1983年） - 出演：小林克也，小林勝也，江守徹，松島トモ子，小林信彦，ほか
- マイケル・ジャクソン出世太閤記（1984年） - 大瀧詠一制作、小林信彦原案。マイケル・ジャクソン役の片岡鶴太郎に、谷啓演じる「我嘲禅師」が《ガチョンの修行》を施した。永六輔役でカメオ出演している。
- ちはやふる奥の細道89（1989年） - 小林克也が、W・C・フラナガン役で出演。

## 研究本
- 「別冊新評・小林信彦の世界」1981年
- 藤脇邦夫「仮面の道化師 定本小林信彦研究」1986年
- 弓立社編集部編「小林信彦の仕事 <第II期小林信彦>への完全研究読本」1988年 -短編「パーティー」収録。小林信彦自筆年譜・著作目録あり
- 「LITERARY Switch」1991年7月号「小林信彦を探せ」 - 短編「男たち」収録
- 「キネマ旬報」2013年5月下旬号「小特集：小林信彦のすゝめ」

## 関連人物

### 好意的評価
- 青島幸男 - 小林信彦とは同年齢で、老舗の食べ物屋の跡取りとして日本橋に生まれ育った点も同じ、大学も同じなど共通点が多い。昭和30年代中盤、小林、前田武彦、永六輔と共にタレント文化人の走りとして珍重され、「才能多角経営人間」の呼称で週刊誌からクローズアップされた。『夢の砦』に登場する川合寅彦のモデルの一人と目される。青島が東京都知事に当選したとき小林は喜んだが、やがて青島都政に失望するに至った。
- 秋元康 - 小林は一貫して、秋元の仕事および発言を評価しており、対談もしている。
- 渥美清 - 放送作家として昭和30年代に交流があり、アパートにあがりこんで朝まで映画談義に興じた時期もあった。
- 甘糟章 - マガジンハウス編集者。女性向け雑誌『クロワッサン』編集長時代に、村井弦斎『食道楽』の現代版をということで、小林に、奇書との評価もある『ドジリーヌ姫の優雅な冒険』の連載を依頼した。
- 新井素子 - 独特の文体で知られる小説家。ちくま文庫版『オヨヨ島の冒険』及び、新潮文庫版『ミート・ザ・ビートルズ』の解説を担当。彼女があの独特の文体を作る際、子どもの頃に読んだ小林の文章（特に『オヨヨ島の冒険』）に、影響を受けたという。また小林も、『小説探検』において、「外国は知らず、日本では〈ポストモダン〉と銘打つ小説の大半はイモであり、クズである。（略）はっきりいって、読者はこんな本を相手にしない。翻訳ミステリを読む方がマシにきまっている。あるいは新井素子さんの『おしまいの日』を読む。」と、新井を評価している。
- 荒木経惟 - 東京三ノ輪出身。小林からは同じ下町出身者として親愛感を持たれており、『私説東京繁盛記』『私設東京放浪記』では、小林の文章に写真を寄せている。漫画家高信太郎は小林の面前で荒木を馬鹿呼ばわりしたため小林の怒りを買い、『天才伝説 横山やすし』では醜悪な酔態を実名で暴かれた。小林は、荒木の亡き妻荒木陽子も含め、夫婦ぐるみで交際していた。
- アルフレッド・ヒッチコック - 『ヒッチコック・マガジン』時代に『北北西に進路を取れ』の宣伝で来日。小林は、江戸川乱歩、双葉十三郎、淀川長治等との座談会のセッティングをした。
- 安藤鶴夫 - 名著『落語鑑賞』の著者として小林から尊敬されており、小林の芸能研究に少なからぬ影響を与えた。晶文社版『日本の喜劇人』刊行時に対談を収録した。
- 石川喬司 - 小林の理解者の一人。1963年、『サンデー毎日』編集部にいたころ、自分の首をかけて「これがタレントだ」の連載企画を通した。また、小林の処女長編『虚栄の市』の原稿をあずかり、あちこちの出版社に声をかけて、出版につなげた。
- 石堂淑朗 - 放送作家時代の友人の一人。
- 稲葉明雄 - 小林の最も親しい友人で、仕事についての相談もよくしていた。稲葉もギャグ、パロディが好きな才人で、初対面から気があった。小林の熱愛する小説、フレドリック・ブラウン『火星人ゴーホーム』の翻訳者でもある。『唐獅子株式会社』執筆に際しては、作中人物の大阪弁を監修した。
- 井原高忠 - 日本テレビの元プロデューサー。1965年秋に小林をテレビの世界に引き込み、台本を書かせた張本人。4年間、小林とともにバラエティショーを作った。
- 伊東四朗 - 伊東を「最後の喜劇人」として、高く評価している。
- 色川武大 - 昔の喜劇や古いアメリカ映画について同好者であり、色川の膨大なビデオ・コレクションからビデオを借りたこともある。
- 植木等 - クレージーキャッツのボーカリスト、ギタリスト、俳優。小林は無名時代から高く評価し、1980年代には再評価にも力を尽くした。私的な交流も長いが、年長者であり、謹厳な人柄もあって谷啓ほど気安い友人関係ではなかったようだ。
- 内田春菊 - 小林の作品『極東セレナーデ』で、「若い女の子の会話文」を把握するのに小林は内田のエッセイ集を参考にした。
- 江戸川乱歩 - 小林を『ヒッチコック・マガジン』編集長に抜擢した張本人。のち、小林は短篇「中年探偵団」の中で乱歩の文体をパスティーシュしてみせた。『夢の砦』に登場する城戸草平のモデルの一人。
- エドワード・ボンド - 1934年生まれ。イギリスの過激で反体制的な劇作家。労働者階級出身で中学までの教育しかなく、ローマ法王やイギリス王室などを茶化す劇を書いた。1968年の『奥の細道（The Narrow Road to the Deep North）』は松尾芭蕉が主人公で、最後には彼が首相になってしまう物語。この舞台の記事を当時、小林は新聞で読んで「喜劇的想像力」を刺激され、15年後に『ちはやふる奥の細道』を書いた。
- 大島渚 - 映画界における小林の親友の一人。大島は小林の評論「喜劇映画の衰退」を読んで感動。自分の本を出したばかりの大光社に紹介し、単行本化される際の題名『笑殺の美学』を大島が命名した。また小林の才能を高く買い、1961年秋には、富永一朗の『チンコロ姐ちゃん』が映画化される際には、映画監督の仕事を世話しようとしたことがある。
- 大瀧詠一 - 「クレイジーキャッツ」「小林旭」の音楽を愛するものとして、1970年代から小林の著書を愛読。のち小林と個人的に親交を結ぶに至る。
- 大平和登 - 小林の友人の中で屈指の米国通。東宝アメリカ代表をつとめてニューヨーク在住歴が長く、ブロードウェイの最新の演劇情報を小林にもたらした。
- 大藪春彦 - 大学の後輩。『ヒッチコック・マガジン』寄稿者の一人。大藪が、伊達邦彦がアメリカに行き、アメリカのハードボイルド探偵たちと対決するパロディ作品『野獣死すべし（渡米編）』を書く際には、小林が助言を行った。小林の処女長編小説『虚栄の市』の登場人物のモデルにもなっている。
- 佐藤忠男 - 『映画評論』編集長時代に小林に「長い評論」を書くよう勧め、小林は「喜劇映画の衰退」（『世界の喜劇人』の原型）を執筆した。
- 佐藤信 -劇団黒テント創設者。小林はしばしば、黒テントの公演を見た。晶文社版『日本の喜劇人』で「解説対談」をしている。
- 荻昌孝 - 教育大附属時代からの、最も古い友人の一人。『ヒッチコック・マガジン』寄稿者の一人荻昌弘の弟。本当に親友と呼べるのは稲葉と彼だけだという発言もある。
- 長部日出雄 - 大学の後輩。『週刊読売』記者時代から小林と交際。都会的な左派から土着的な反共右派へ転向したことから、晩年はやや疎遠となっていた。
- 各務三郎 - 『ミステリマガジン』四代目編集長。小林の『大統領の密使』を連載させた。また料理物の文章が好きで小林と意気投合し、〈料理人教養小説〉『大統領の晩餐』を生んだ。
- 香川登志緒 - 『てなもんや三度笠』の脚本家。番組のファンだった小林が大阪を訪れ知り合った。1963年に小林がNHKで「漫才の歴史」の番組「漫才繁盛記」を作る際、小林が知識がない「大阪の笑い」について香川に教えを乞い、個人的な交際が始まった。また、大阪弁小説『唐獅子株式会社』を書いたのは、香川の会話があまりに面白かったことによる。また小林の小説『悪魔の下回り』の題名は、『てなもんや三度笠』の楽屋に来ていた、黒づくめの怪しげな「渡辺プロのマネージャー」を評する香川の発言から取った。
- 片岡義男 - 『ヒッチコック・マガジン』寄稿者の一人。エルビス・プレスリーとその時代を巡って、対談集を刊行した。
- 河村要助 - 小林泰彦の紹介で、『紳士同盟』以降、小林の小説の挿絵や、刊行本のカバーアートを多数担当。
- 上林暁 - 全集を読み耽るなど、その私小説を愛読している。
- 久保田二郎
- 黒川光弘 - 中日新聞 文化芸能局長。小林が中日新聞にコラムを連載していたのは、この人がいたため。
- 古今亭志ん生、古今亭志ん朝 - 小林は夫婦で、親子2代の大ファンであった。
- 古波蔵保好 - 「ヒッチコック・マガジン」時代、永六輔も加えた3名で「若い人の不良化運動促進の会」を作った。
- 坂本一亀 - 河出書房の名編集者。いくつもの出版社に持ち込んで断られていた小林の処女長編小説『虚栄の市』を評価して、刊行させた。
- 佐藤嘉尚 - 大光社の編集者時代に、大島渚の紹介で『笑殺の美学』を刊行。のち、『面白半分』を刊行。
- 澤田隆治 - 「てなもんや三度笠」の演出家。番組のファンだった小林が、大阪を訪れ知り合った。1963年に小林がNHKで「漫才の歴史」の番組「漫才繁盛記」を作る際、協力した。のち友人となる。
- 品田雄吉 -「映画評論」編集部時代に小林の評論を担当。小林に「映画評論を書かないか」と初めて薦めた人。
- 滝大作 - 演出家。1963年に小林がNHKで「漫才の歴史」の番組「漫才繁盛記」を作る際のアシスタントだった。
- 谷啓 - クレイジーキャッツのトロンボーン奏者、俳優。ほぼ同年輩ということもあり、メンバーの中で最も小林と親しく交際していた。
- つかこうへい - つかの『熱海殺人事件』を喜劇として高く評価した。
- 筒井康隆 - SF界で不遇をかこっていた折、小林の薦めで中間小説誌に進出し、大成功を収めた。のち『海』で純文学を書き始めたのも小林や大江健三郎たちの紹介による。また、同世代の映画マニアであり、ともにマルクス兄弟を愛好している。「笑いの文学」を書いていることについても、互いに同志感があり、筒井は『唐獅子株式会社』の解説で、その元ネタを詳細に書いている。
- 都筑道夫 - 推理作家、SF作家。小林が『ヒッチコック・マガジン』を創刊した時代に『エラリー・クイーンズ・ミステリ・マガジン』の編集長を務めていた。当時、小林はライバル視して自身のモチベーションとしたが、3か月後に都筑は早川書房を退職し、小林を落胆させた。その後は、親しく交際した。
- ヤクルトスワローズ - 小林はルールも知らないほどの野球音痴で、1960年代には「長嶋を知らない男」との異名をとった。だが、1980年代になぜか、突然プロ野球好きとなり、ヤクルトの熱狂的なファンとなった。ついにはW・C・フラナガンに「素晴らしい日本野球」を執筆させた。野茂英雄などのメジャーリーガーたちも応援していた。
- トニー谷 - かつては一世風靡した芸人だが忘れられていた。小林が『日本の喜劇人』の中で彼を大きく扱ったことから、再評価され、テレビ出演や、没後にレコードが再発される等した。
- とんねるず - 一貫して彼らの「笑い」を評価している。
- 永井淳 -『マルクス兄弟のおかしな世界』の共訳者で親しい友人。
- 野坂昭如 - 小林を最初にテレビ局へ連れて行った張本人。放送作家時代に「ヒッチコック・マガジン」の表紙モデルを務めたことがある。小林は、後に1965年の野坂の作家デビュー作「エロ事師たち」を読み、その「独自の文体」にショックを受けている。六本木や四谷に住んでいた頃は互いに住まいが近く、家族ぐるみで親しく交際していた。野坂の『東京十二契』は、野坂版『私説東京繁盛記』の趣きがある。
- 萩本欽一 - コント55号時代からの小林の友人。短篇「踊る男」の風間典夫のモデルとなった。
- 爆笑問題 - 2000年前後あたりの「お笑いブーム」中では、唯一彼等を評価している。爆笑問題の著書「爆笑問題の日本原論 」文庫版では後書きを執筆した。
- 蓮實重彦 - 雑誌『海』で、小林の小説『ちはやふる奥の細道』 の書評を執筆。小林がこの小説の「原題」とした「ROAD TO THE DEEP NORTH」はビング・クロスビー&ボブ・ホープの「珍道中シリーズ」の原題のパロディだが、それに呼応して「アラバマ珍道中」（ROAD TO THE DEEP SOUTH）という架空の映画を話題にし、この「なぜか、シリーズ中で唯一日本未公開の」映画の脚本家が「W・C・フラナガンの祖父である」などと、小林のギャグにさらに悪乗りする内容であった。この書評は『小林信彦の仕事』に収録されている。
- 橋本治 - 『1960年代日記』の単行本版の解説対談、及び文庫本の解説を担当。小林同様に「60年代では、前半のほうが面白かった」という、一般的な評価とは逆の見解を示している。
- 氷室冴子 - 彼女の小説をいち早く評価。のち、対談もしている。
- 弘田三枝子 - 歌手。その稀有な歌唱力、リズム感、躍動感は傑出していて、小林も「大天才」「戦後の17年は無駄ではなかった」と、高く評価した。また個人的にも交友関係があり、彼女を登場人物のモデルにした短編も書いている。
- 藤山寛美 - 「喜劇役者としては、最高の人」と高く評価しており、一時は「松竹新喜劇」の東京公演には通いつめるほど、熱中していた。だが、楽屋を訪れた小林に現金を渡すなどの、寛美の性格には閉口し、個人的には交際しなかった。千葉蝶三郎の死後は、寛美の舞台から足が遠のいた。
- 双葉十三郎 - 小林が少年時代に最も尊敬していた映画評論家の一人。双葉が『スタア』という映画雑誌を編集していたとき、小林は高校時代にファンレターを出し、「おひまなときには遊びにいらっしゃい」という返事を貰ったことがある。のち『ヒッチコック・マガジン』寄稿者の一人となった。
- 真野律太 - 博文館の『講談雑誌』『譚海』の元編集長。小林が宝石社に入った頃、校正者として同社に勤務していた。短篇『隅の老人』のモデル。なお色川武大も編集者時代に、彼とは面識があった。
- 峰岸達 - イラストレーター。1980年代後半 - 1990年代にかけて、小林の本のカバー絵やイラストを担当。
- みうらじゅん - 小林の著書『定年なし、打つ手なし』において、名指しはしていないが「みうら的な生き方」がこれからの時代にあっていると、評価した。
- 虫明亜呂無 - 大学の先輩。『ヒッチコック・マガジン』寄稿者の一人で、雑誌『映画評論』の寄稿者仲間。小林の結婚式で仲人を務めた。
- 森卓也 - 『ヒッチコック・マガジン』寄稿者の一人。専門はアニメーション評論だが、映画、落語にも詳しく、雑誌『映画評論』寄稿者仲間だった頃からの友人。若きおり、小林が森に戦前のアニメーションの話をした所、たちどころにその間違いを指摘され、「同世代で、戦前の映画について自分より詳しい者がいる」と驚愕した。
- 山川方夫 - 『ヒッチコック・マガジン』寄稿者の一人。小林の処女長篇『虚栄の市』に跋文を寄せた。小林は「山川スクールの最後の生徒」を名乗っている。
- 山田智彦 - ともに新人作家時代からの親友で、小林は山田を「日本初のモダン・ホラー作家」として評価し、山田のホラー小説集『蜘蛛の館』を編集し解説を執筆した。
- 横田順彌 - 小林が『ぼくたちの好きな戦争』の作中に「日本が勝利する架空小説」を登場させる際、実際に戦前に書かれた「日米架空戦記」についての情報を提供した。
- 横溝正史 - 日本に本格推理小説を根づかせた大御所。もと「新青年」編集長。江戸川乱歩とは生涯の盟友でもあり、宝石社時代の小林とも接触があった。一時引退後、1970年代後半に空前のブームとなってカムバック。その際に小林は自ら企画して数回のロングインタビューを行ない「横溝正史読本」をまとめた。起こしまで自分で手がけており、作家として地位を築いたのちの彼としては異例の労作である。また『オヨヨ大統領の悪夢』において横溝作品『真珠郎』の冒頭文をもじり、ご本尊を苦笑させた。
- 吉田秋生 - 漫画家。小林は彼女の絵を気に入り、一時、小林の本のカバー絵をよく描いていた。
- 吉田照美 - 小林信彦はラジオのヘビーリスナーで吉田照美を評価している。吉田のラジオに出演し、吉田に対し悪態をついた天本英世の発言を「気にすることないですよ」などフォローをした。
- 吉本隆明 - 「オールナイト・フジ」をいち早く評価するなどの、1980年代の吉本のメディア論を評価していた。小林との対談「大川いまむかし」（『東京人』創刊号に掲載）が、『よろこばしい邂逅　吉本隆明対談集』に収録されている。
- 渡辺武信 - 詩人、建築家、映画評論家。教育大附属の後輩。『笑殺の美学』の解説を担当。

### 敵対的評価
- 大坪直行 - 元『宝石』編集長。『夢の砦』金井のモデル。『本の雑誌』2008年2月号に掲載の「大坪直行ロングインタビュー」（聞き手：新保博久）において、反論をしている。このインタビューは、のちに新保の著書『ミステリ編集道』（本の雑誌社）に収録された。
- 景山民夫 - 『ヒッチコック・マガジン』愛読者の一人。高平哲郎を通じて1970年に小林と初めて面会。「自分のやりたいことは、ことごとく小林さんに先回りされている」と、小林を深く尊敬していたが、幸福の科学に入信した景山が大川隆法の著書を小林のもとに送りつけ始めたため、宗教嫌いの小林から疎んじられるようになった。
- 寺山修司 - 寺山が書いた映画の脚本（1964年の篠田正浩監督作『乾いた湖』）をめぐって、小林と大喧嘩したことがある。小林の処女長編小説『虚栄の市』の登場人物のモデルにもなっている。
- 常盤新平 - 『ヒッチコック・マガジン』刊行当時、早川書房の編集者。のち、『エラリー・クイーンズ・ミステリ・マガジン』三代目編集長。外部から画策して小林を宝石社から追放した中心人物。『夢の砦』の井田実のモデルで、モデルであることを匂わせた月刊プレイボーイ連載時の『'60年代日記』に対し、『青春と読書』1985年5月号で反論している。
- 萩原津年武 - 小林の退社後の『ヒッチコック・マガジン』編集長。のち、放送作家。
- 花田清輝 - 『ヒッチコック・マガジン』寄稿者の一人。ただし、小林が初めて発表した映画評論「『二重の鍵』とヒッチコック」において、ヒッチコックに私淑するクロード・シャブロルの作品からヒッチコックの作風を分析すると、花田は「ヒッチコックのような『娯楽性専門の無思想人』と、シャブロルのような芸術家を比較するのはおかしい」と小林の評論を批判。そのため、小林から痛烈に反論された。
- ビートたけし - たけしの「オールナイトニッポン」初回の放送から聴いて、雑誌連載で取り上げ絶賛したが、たけしが「自分の娘を『若い世代』の代表として、新しい笑いへのアンテナ的存在として扱う」小林を「親馬鹿」とたしなめる発言をしたことから敵対関係となる。1982年に『日本の喜劇人』が新潮文庫に収録される際、小林はタモリとたけしについての記述を追加したが、2008年の『定本・日本の喜劇人』では「この人たちは喜劇人ではなかった」として、下巻の『エンターテナー編』へ移動し、表現も微妙に変えている。
- 星新一 - 小林が『ヒッチコック・マガジン』で起用したことをきっかけにショート・ショートの大家となるが、星は小林の性格を嫌い、また、1969年の覆面座談会事件に関与した稲葉明雄の親友ということも相まって、晩年は小林と顔を合わせることも嫌がっていた。小林の側は、星が原稿料の問題で『ヒッチコック・マガジン』での執筆を「勘弁してほしい」と告げてきた旨を記している[23]。
- 松村雄策 - 音楽評論家、文筆家。小林が週刊誌に書いたビートルズに関する短編小説と、音楽評論家との対談の記事に端を発するビートルズ論争の対論者。

### 中間的評価、その他の関係者
- 永六輔 - 若い頃の一時期、小林信彦と最も多くの時間を過ごした人物。そのおかげで、小林は永の物まねがうまいという。小林ともども植草甚一から面罵されたことがある。ただし、永が製作した和製ミュージカルを、小林は酷評し「日本人にはミュージカルは無理だ」と失望した。
- 大伴昌司 - 評論家。小林信彦編集長時代の『ヒッチコック・マガジン』に1962年3月号「テレビ上映映画のタイトルのカットに抗議する」（「伴陀韻」名義）で初登場、その後も数回寄稿[24]。竹内博・編『OHの肖像 大伴昌司とその時代』（飛鳥新社、1988年）では小林信彦が大伴を「嫌って、いじめていた」との証言が採り上げられたが、小林はこれを「意図的な虚偽」と否定し、1963年10月12日に小林がTBS「女性専科」にゲスト出演した折、当時同番組の台本作家のセミレギュラーだった大伴が小林の出演を知ってわざわざ追いかけてきたことを挙げ、「ぼくは63年1月に宝石社をやめて、フリーになっている。かりに、ぼくが嫌ったり、いじめたり（？）していたら、人一倍執念深く、愛憎ただならぬ大伴昌司が10月にTBSまで、わざわざ会いにくるはずがない」と反論[25]。また小林は1966年9月に大伴からインタビューを受けた折にも「私はあなたの弟子ですから」と言われて困惑したことを述べている[25]。
- ハナ肇 - クレージーキャッツのリーダーでドラマー。俳優。小林はその善良だが押しの強い性格を敬遠したが、死後に「迷惑だが懐かしい人柄だった」と回想。一方では自他をプロデュースする才腕を早くから高く評価しており、これは山田洋次とのコンビ作から晩年の「会社物語」に至るまで話題作出演の多さで見事に証明された。
- 横山やすし - 売り出し時期にコント台本を手掛け、自作『唐獅子株式会社』の映画化時の主役をやすしが演じたことから本格的な交際が始まったが、深夜に酔っ払って電話をかけてくるなどのやすしの性行には閉口した。評伝『天才伝説 横山やすし』では「やすしが何者かに殴打された事件」の犯人について、ある推理を行っている。
- 井上ひさし - 井原高忠のもとで「九ちゃん！」の台本を共に書き、朝日ソノラマのサンヤングシリーズで『ブンとフン』を刊行した直後に、小林も『オヨヨ島の冒険』を刊行している。浅草への思い入れが深い地方出身者という点で小林の美意識に反するが、高度に技巧的なエンタテインメントを構築する作風は小林と共通していた。もっとも、その後の交友についての言及はなく、逝去の際もコメントはなかった。
- 植草甚一 - 『ヒッチコック・マガジン』寄稿者の一人。小林が編集者をしてた頃の植草は気難しく、時に小林を怒鳴りつけた。この事をエッセイ「時代観察者の冒険」で書いたところ、植草本人から謝罪を受けた。
- 宇野利泰 - 『ヒッチコック・マガジン』のご意見番の一人。『虚栄の市』に登場するゴシップ狂の老紳士・蓮池教授のモデルの一人。
- 長谷川修二 - 元『新青年』編集者として、『ヒッチコック・マガジン』の後見人的存在の一人だった。
- 渡辺晋 - 渡辺プロのブレインとなった小林は、ワンパターンの喜劇映画にばかりに出演させられる植木等に義憤を感じ、「音楽屋出身で映画のことがわからない」渡辺に向かって、「3本に1本は、まともな喜劇を撮らせるべきだ」と進言したが、無視された。シンガポールを舞台にした『無責任捕虜収容所』という映画のプロットも話したが、相手にされなかった。
- 渡辺美佐 - 1963年、多忙な植木等のインタビューの仕事のため渡辺家に招かれ、渡辺プロ所属のクレージーキャッツのブレインを依頼され、引き受けた。
- 細野邦彦 - 日本テレビ・プロデューサー。1970年代前半に野球拳で人気を博した『コント55号の裏番組をぶっとばせ!』や、『テレビ三面記事 ウィークエンダー』などの「俗悪番組」を制作。小林は直接一緒に仕事をしたことはなかったが、日本テレビによく出入りしていて面識があり、「オヨヨ」シリーズの「辣腕プロデューサー・細井忠邦」のモデルとした。
- 藤脇邦夫 - 元・白夜書房営業部勤務。営業サイドの目から「良書幻想」を斬る『出版幻想論』などを刊行している。小林信彦マニアであり、唯一の個人による研究本『仮面の道化師 定本小林信彦研究』（1986年）を執筆し、当時刊行されていた全作品のレビューを行っている（なお「唯一好きになれなかった作品」ということで、取り上げられていないのが『サモアン・サマーの悪夢』）。また「小林の『下町への拘り』には、どうしても共感できない」と記している。
- 清水俊二 - 『ヒッチコック・マガジン』で翻訳の仕事をした。
- 城昌幸 - 詩人、作家。ショートショートの元祖とも言われ、一般には時代小説で名高い。『宝石』編集主幹、のち宝石社社長。『夢の砦』に登場する城戸草平のモデルの一人。
- 松本清張 - 『ヒッチコック・マガジン』寄稿者の一人。『夢の砦』に登場する佐伯一誠のモデル。1964年に「衰亡記」で52回直木賞候補となった際に、選考委員だった松本に冷たい選評を受けたことが、短編小説「パーテイー」に描かれている。
- 鴨下信一 - TBSの演出家、エッセイスト。小林とは「植木等ショー」「おれが一番!!」等で、ディレクターとして仕事を一緒にした。
- 大橋巨泉 - 「11PM」東京は当初は、月水が小島正雄、金が大橋巨泉だった。1968年に小島がなくなった際、小林に「後任を」という話があったが断ったため、巨泉が小島の曜日も担当することになった。
- 高平哲郎 - 晶文社編集者として『喜劇の王様たち』復刊に貢献。親友の景山民夫を小林に引き合わせた。ただし、小林は、のちに高平が構成したテレビ番組『今夜は最高!』について批判している。
- 安原顯 -  破天荒な性格の名物編集者。荒木経惟と組んで『私説東京繁盛記』『私設東京放浪記』を著したのは安原の薦めによる。また、安原が編集長を務めていた頃の『リテレール』によく寄稿していた。だが没後、村上春樹が安原による生原稿流出疑惑を暴露した際には、自分も被害者である旨を公表した。
- ザ・ドリフターズ - 初期に鴨下信一の依頼で番組を手伝った際に、いかりや長介の完璧主義と独特のペーソスから、後に俳優として活躍することを予見し、加藤茶の天才的なひらめきも評価したが、先輩のクレージーキャッツと比べて泥臭い芸風だったことから全体的な評価は低かった。小林に好意的だったいかりや以外とは個人的な接点がなかったこともあり、志村けんの評価も低かったが、死後、晩年の活動を由利徹やコント55号の系譜に位置づけることで喜劇人としての再評価を行っている。
- リチャード・フラナガン - オーストラリアの小説家。2013年にThe Narrow Road to the Deep North（邦題『奥のほそ道』）という小説を発表し、小林が作った架空の作家「W・C・フラナガン」（この筆名で『ちはやふる奥の細道』を発表）との偶然の一致が話題となった。